# 吉田寿光
吉田 寿光（よしだ としみつ、1963年8月29日 - ）は、栃木県宇都宮市出身の元サッカー選手、サッカー審判員（元国際審判員、元プロフェッショナルレフェリー）。

## 来歴
宇都宮高校ではサッカー部に所属。筑波大学に進学後も蹴球部に所属 しプロサッカー選手を目指したが、体調を崩したことで大学卒業と同時にサッカー選手としてのキャリアを終えた。1987年に栃木県内の公立高校の教員として赴任し、高校サッカー部の顧問を務めた。また、1988年に3級審判員、1993年に1級審判員としてそれぞれ登録され、2000年には国際審判員として登録された。
なお、その間は教員と審判を両立させていたが、2003年に16年間勤務した教員を退職して、同年からスペシャルレフェリー（SR、現プロフェッショナルレフェリー：PR）として契約、2004年1月1日の第83回天皇杯全日本サッカー選手権大会決勝の主審を務めた。また、2004年および2008年に日本プロサッカーリーグ (Jリーグ) の優秀主審賞を受賞した。
2016年1月にPRとしての契約を終了。2018年限りで25年に渡る1級審判員としての活動から引退した。実際には、2018年7月に行われた翌年の1級審判員更新講習での体力テストで不合格になった（すなわち1級審判員資格が更新できなかった）ことが理由であり、審判としての活動は継続するつもりだという。Jリーグ担当試合数は502試合（J1：338試合、J2：164試合）で、これは2021年に家本政明に抜かれるまでJリーグ担当審判員（主審）リーグ戦通算最多出場記録であった。

## 話題となった試合・判定

### 2006 FIFAワールドカップ・アジア予選 5位決定戦
2005年9月3日に行われた2006 FIFAワールドカップ・アジア予選 5位決定戦のウズベキスタン代表-バーレーン代表戦での誤審（本来、PKの蹴り直しとなるところをルール適用のミスで相手の間接FKとした）により、FIFAとAFCから国際審判資格の無期限資格停止処分を受けた。
当該試合は後日、再試合となった（FIFAが再試合を実行した、唯一の試合）。「プレーに関する事実についての主審の決定は最終である」とするサッカーの競技規則を覆して再試合が行われたことについて、吉田は2006年1月17日の朝日新聞のコラム内で、「今後判定を覆すことを認めるルールができるなら、『トシズ・ルール』と名付けてもらい、歴史に名を残したいぐらいに考えていた。」と語っている。

### 2012年 タイFAカップ決勝
2012年11月に開催されたタイFAカップ決勝 (ブリーラム・ユナイテッドFC×アーミー・ユナイテッドFC ) で主審を務めた吉田に対して八百長を持ち掛ける誘いがあったことが明らかとなった。なお、バンコック・ポストは吉田がこの誘いを断り、試合後にアジアサッカー連盟 (AFC) に一連の経緯を報告したと報じている。

## 人物
- Jリーグ担当主審としては最も身長が低い（170 cm）。
- 切り返しのデザインを目立たせるため、ウェアーのチャックを半分ほど開けている。これは尊敬する審判である、アンドレス・フリスクをオマージュしてのものである。このスタイルを他の審判員が真似るようにもなったが、2010年からの審判用ウェアーにはチャックが無くなることを嘆いていた。
- 愛用のホイッスルはFOX40の黄色と黒色である。

## 受賞歴
- 2004・2008年 Jリーグ優秀主審賞